# Schulenbergite
La schulenbergite è un minerale.